# Johannes Conrad Schauer
Johannes Conrad Schauer (1813 – 1848) è stato un botanico tedesco.
| Schauer è l'abbreviazione standard utilizzata per le piante descritte da Johannes Conrad Schauer. Consulta l'elenco delle piante assegnate a questo autore dall'IPNI. |